# Gare d'Agnita
La gare d'Agnita est une gare ferroviaire fermée de la ligne de chemin de fer d'Agnita. Elle est située sur le territoire de la ville Agnita, dans le județ de Sibiu en Roumanie. La gare existe toujours ainsi que la voie qui a été protégée.

## Histoire
La gare a été construite par les chemins de fer hongrois en 1910, qui l'ont exploitée jusqu'en 1919, date à laquelle la Transylvanie est devenue une partie de la Roumanie. Après une baisse de l'utilisation sur toute la ligne et une réduction de l'itinéraire dans les années 1960 et 90, la gare a été fermée en 2001. La ligne a été construite à l'origine à travers la ville avec une gare au centre cependant, après la fermeture de la section nord en 1965, un nouveau terminus a été créé pour la ligne à l'extrémité ouest de la ville.

## Projet
Des plans existent pour rouvrir une partie de la ligne après sa protection en 2008. Le groupe local Asociația Prietenii Mocăniței s'est chargé de restaurer l'itinéraire et a déjà restauré une section.